# Gran Premi de la Xina de motociclisme
El Gran Premi de la Xina de motociclisme fou un esdeveniment esportiu que es disputà en 4 ocasions entre el 2005 i el 2008 al Circuit de Shanghai, dins del calendari del Campionat del món de motociclisme.

## Noms oficials i patrocinadors
- 2005: Taobao.com Grand Prix of China
- 2006: Polini Grand Prix of China[1]
- 2007: Sinopec Great Wall Lubricants Grand Prix of China
- 2008: Pramac Grand Prix of China

## Guanyadors múltiples

### Pilots
| # Victòries | Pilot           | Victòries | Victòries  |
| # Victòries | Pilot           | Categoria | Anys       |
| ----------- | --------------- | --------- | ---------- |
| 2           | Casey Stoner    | MotoGP    | 2007       |
| 2           | Casey Stoner    | 250cc     | 2005       |
| 2           | Valentino Rossi | MotoGP    | 2005, 2008 |
| 2           | Mika Kallio     | 250cc     | 2008       |
| 2           | Mika Kallio     | 125cc     | 2006       |

### Constructors
| # Victòries | Constructor | Victòries | Victòries        |
| # Victòries | Constructor | Categoria | Anys             |
| ----------- | ----------- | --------- | ---------------- |
| 5           | Aprilia     | 250cc     | 2005, 2006, 2007 |
| 5           | Aprilia     | 125cc     | 2005, 2008       |
| 2           | Yamaha      | MotoGP    | 2005, 2008       |
| 2           | KTM         | 250cc     | 2008             |
| 2           | KTM         | 125cc     | 2006             |

## Guanyadors per any
| Any  | Circuit  | 125 cc         | 125 cc  | 250 cc         | 250 cc  | MotoGP          | MotoGP | Detalls |
| Any  | Circuit  | Pilot          | Moto    | Pilot          | Moto    | Pilot           | Moto   | Detalls |
| ---- | -------- | -------------- | ------- | -------------- | ------- | --------------- | ------ | ------- |
| 2008 | Shanghai | Andrea Iannone | Aprilia | Mika Kallio    | KTM     | Valentino Rossi | Yamaha | Detalls |
| 2007 | Shanghai | Lukáš Pešek    | Derbi   | Jorge Lorenzo  | Aprilia | Casey Stoner    | Ducati | Detalls |
| 2006 | Shanghai | Mika Kallio    | KTM     | Hèctor Barberà | Aprilia | Dani Pedrosa    | Honda  | Detalls |
| 2005 | Shanghai | Mattia Pasini  | Aprilia | Casey Stoner   | Aprilia | Valentino Rossi | Yamaha | Detalls |